# Josip Jurčič
Josip Jurčič (Muljava (destijds Keizerrijk Oostenrijk), 4 maart 1844 – Ljubljana, 3 mei 1881) was een Sloveens schrijver en journalist. 

## Leven
Josip Jurčič werd geboren als zoon van arme boeren in Muljava, Keizerrijk Oostenrijk (nu Slovenië). Na de lagere school in Višnja Gora ging hij naar het gymnasium in Ljubljana waar vertrouwd raakte met binnenlandse en buitenlandse literatuur. Hij was zeventien toen hij zijn eerste verhaal Het verhaal van de witte slang (Pripovedka o beli kači) (1861) publiceerde. Na de middelbare school ging hij naar Wenen en studeerde er Slavistiek en Klassieke filologie. Wegens geldgebrek kon hij die studie echter niet voltooien. In 1868 gaf hij samen met Josip Stritar en Fran Levstik de bundel Takje (Mladika) en publiceerde hij het verhaal De zoon van de buren (Sosedov sin). Hij kreeg een baan als assistent-hoofdredacteur bij de krant De Sloveense natie (Slovenski narod) in Maribor. Vier jaar later werd hij hoofdredacteur en verhuisde naar Ljubljana. Hier werd hij een centraal persoon in het Sloveense politieke en culturele leven. Hij stierf in Ljubljana aan Tuberculose.  
Ter herinnering werd een plein in Ljubljana naar hem genoemd (Jurčičev trg) en ook een straat in Novo mesto. Het pad van Višnja Gora naar zijn geboorteplaats Muljava werd de Jurčičeva-route (Jurčičeva pot) genoemd. Zijn ouderlijk huis is momenteel een openluchtmuseum.

## Werk
Zijn eerste gepubliceerde werk Het verhaal van de witte slang (Pripovedka o beli kači) (1861) schreef hij in zijn studententijd. Hij verzamelde alle sprookjes, anekdotes en volksverhalen die zijn opa hem ooit had verteld in Herinneringen aan mijn opa (Spomini na deda) (1863) en het kortverhaal Leeg geloof (Prazna vera) (1863). In het literaire tijdschrift Sloveens boodschapper (Slovenski glasnik) werden de verhalen Domen (1865) en Jurij Kobila (1865) gepubliceerd. In de middelbare school was Walter Scott zijn favoriete schrijver. Fran Levstiks werk had grote invloed op zijn werken, voornamelijk De reis van Litija tot Čatež (Popotovanje iz Litije do Čateža) (1858), Sloveense schrijffouten (Napake slovenskega pisanja) (1858) en Martin Krpan (1858).
In 1869 probeerde hij in Maribor de nieuwe krant Glasnik, list za zabavo, književnost in pouk te lanceren, maar de krant overleefde maar een editie. In 1880 lanceerde hij samen met Janko Kersnik, Fran Levec en Ivan Tavčar een nieuw publicatieblad in Ljubljana genaamde De Ljubljaanse bel (Ljubljanski zvon). Het eerste nummer verscheen in 1881. Jurčič schreef het verhaal Schurken (Rokovnjače) (1881) voor de krant maar omwille van ziekte schreef hij slechts elf hoofdstukken en schreef Janko Kersnik de rest. Ook werkte hij intussen aan de historische tragedie Veronika Dešenice (1886), maar het werd nooit voltooid wegens zijn ziekte.
Josip Jurčič was een van de eerste Sloveense realistische schrijvers. Hij gaf nieuwe vormen aan de Sloveense literatuur zoals in zijn kortverhalen (Jesenska noč med slovenskimi polharji (1864)), verhalen (Spomin na deda (1863)), (Domen (1864)) en romans. Jurčič Tiende Broer (Deseti brat (1866)) wordt beschouwd als de eerste Sloveense roman, zijn drama Tugomer (1876) als de eerste Sloveense tragedie. 

### Kortverhalen
- Jesenska noč med slovenskimi polharji (1864)

### Novellen
- Božidar Tirtelj (1867)
- Lipe (1870)
- Moč in pravica (1870)
- Pipa tobaka (1870)
- Telečja pečenka (1872)

### Verhalen
- Prazna vera (1863)
- Domen (1864)
- Jurij Kozjak, slovenski janičar (1864)
- Dva prijatelja (1865)
- Jurij Kobila (1865)
- Smukova ženitev (1865)
- Tihotapec (1865)
- Uboštvo in bogastvo (1865)
- Vrban (1865)
- Golida (1866)
- Grad Rojinje (1866)
- Hči mestnega sodnika (1866)
- Kloštrski Žolnir (1866)
- Dva brata (1867)
- Nemški valpet (1867)
- Črta iz življenja političnega agitatorja (1868)
- Sosedov sin (1868)
- Hišica na Strmini (1869)
- Sin kmečkega cesarja (1869)
- Županovanje v Globokem dolu (1870)
- V Vojni krajini (1872)
- Na kolpskem ustju (1874)
- Bojim se te (1876)
- Šest parov klobas (1878)
- Kako je Kotarjev Peter pokoro delal, ker je krompir kradel (1879)
- Po tobaku smrdiš (1879)
- Pravda med bratoma (1879)
- Ženitev iz nevoščljivosti (1879)
- Ponarejeni bankovci (1880)

### Fantasieverhalen
- Pripovedka o beli kači (1861)
- Spomini na deda (1863)
- Kozlovska sodba v Višnji Gori (1867)
- Bela ruta, bel denar (1874)

### Romans
- Deseti brat (1866)
- Doktor Karbonarius (1868)
- Ivan Erazem Tatenbah (1873)
- Doktor Zober (1876)
- Cvet in sad (1877)
- Lepa Vida (1877)
- Rokovnjači (1881)
- Slovenski svetec in učitelj (1886)

### Drama
- Tugomer (1876)
- Veronika Deseniška (1886)

- Bibliothèque nationale de France: cb15868340g (data)
- Gemeinsame Normdatei: 119450305
- International Standard Name Identifier: 0000 0001 1774 8830
- Library of Congress Control Number: n84065262
- Nationale Bibliotheek van Letland: 000311145
- Nationale Bibliotheek van Tsjechië: js20020805188
- Nationale bibliotheek van Australië: 35243472
- Nationale en Universitaire bibliotheek Zagreb: 000018011
- Nederlandse Thesaurus van Auteursnamen: 072352833
- Réseau des bibliothèques de Suisse occidentale: 02-A003435839
- Système universitaire de documentation: 060888148
- Trove: 879409
- Virtual International Authority File: 54483391
- WorldCat: E39PBJxGWhTYQbmyxtBmRrycfq